# Composición del campo
En heráldica, se le da a veces el nombre de campo compuesto a un campo (de escudo, de partición de cargo) llenado por repetición de pequeños muebles. Se encuentran dos formas principalmente: "sembrado" y "adoquinado".
- Tira: Las piezas repetidas son normalmente puestas en palo (es decir se presentan en su orientación vertical normal), y ordenadas en faja (es decir horizontalmente). La tira corresponde a una organización de motivos repetidos en el sentido horizontal.

Una superficie sembrada está normalmente cubierta por seis tiras, o alrededor. Cuando el número de tiras está manifestada de manera diferente, se blasona: verado de cuatro tiras.
En el sentido vertical, cada tira es normalmente desfasada de un medio motivo, para que el motivo aparezca globalmente puesto en quincunce. En el caso contrario, los motivos están alineados verticalmente y el motivo se dice "en palo".
- Entre sembrado: Califica a las particiones presentando intervalos regulares que están cada vez más sembrados de un mueble a razón de un par de intervalos.

## Forros y Campos compuestos
Es tentador considerar a los forros como campos compuestos (composición del campo), y es cierto que hay una fuerte analogía. Sin embargo hay una diferencia fundamental que reside en la primacía del campo para los forros, o del mueble para los campos compuesto. Así para un forro el campo pre-existe y el mueble sembrado o adoquinado no está definido más que en función de este campo preexistente:
- El armiño permite definir la mota del armiño, y el vero permite definir la campana del vero (las cuales no existen de manera autónoma). Si la analogía gráfica es grande entre "de armiño llano" y "de azur sembrado de flor de lis de oro", es el armiño el que hace la mota, mientras que es la flor de lis quien hace el sembrado.

La analogía es más fuerte en la aplicación de la regla de contrariedad de los esmaltes donde los campos compuestos se comportan como forros para los cargos que los recubren. Sin embargo el blasonamiento es diferente, en donde un forro está simplemente cargado, se deberá especificar "brochante" para cargar un campo compuesto.
- de <forro> a un <cargo> de <color>
- de <campo compuesto>, un <cargo> de <color> brochante sobre el todo.

### Sembrado
"Sembrado" se dice de un fondo cuando está cargado de una pieza repetida en número indeterminado. Algunas piezas deben ser presentadas perdiéndose en los bordos del escudo, para marcar que la repetición no está limitada y que su número es indiferente.
Los motivos están dispuestos en quincunce, salvo que se precise que el sembrado es en palo, en tal caso están dispuestos sobre una reja rectangular.
El nombre del sembrado se compone tradicionalmente del nombre de la pieza, puesta en el participio pasado (bezanteado para el bezante, castillado para el castillo, flordelisado para las flores de lis, etc.). Esta construcción ya no es natural en nuestro días y es mejor decir, de manera equivalente y realmente más clara, "sembrado de tal o cual pieza".
| | Sembrado / Semé (en francés). |
| Un pequeño mueble es repetido en gran número sobre el campo. El número es indefinido, esta indefinición siendo marcada por el hecho de que los muebles sembrados son diseños incompletos cerca de los bordes, pareciendo continuar por fuera de los límites o desapareciendo bajo de otros cargos brochantes sobre ellos. Campo y muebles sembrados obedecen la regla de contrariedad de los esmaltes. Muy raramente, el sembrado utiliza la alternancia de dos pequeños muebles (blasón de la Familia de Simiane). - Ejemplo 1: De oro sembrado alternado con torres y flor de lis de azur. Blasón de la Familia de Simiane. - Ejemplo 2: Sembrado de puntas de lanza de sable. Perteneciente al poblado y comuna francesa de Louisfert. |                               |

Los sembrados se blasonan generalmente así: de <esmalte-A> sembrado de <mueble> de <esmalte-B>, a veces: de <esmalte-A> a los <muebles> de <esmalte-B> sin número. A la antigua se blasona sembrado de <muebles> de <esmalte-B> sobre campo de <esmalte-A>.

### Sembrado ensamblado
Cuando la naturaleza geométrica de la pieza se presta, las figuras geométricas sembradas pueden tocarse por la punta, es decir estar "ensambladas". Diseñas así un motivo repetitivo, que alterna con las contrafiguras del campo.
Este tipo de motivo puede estar realizado con piezas simples, a partir del momento en el que tienen tres o cuatro puntas, por las cuales se pueden ensamblar en red: fusos, cuadrados, triángulos, losanjes y maclas. Siguiendo la manera en la que las puntas se presentan, la red se ordena en quincunce o en red rectangular.

## Fondos sembrados específicos
| Figura                       | Blasonamiento y comentarios |
| ---------------------------- | --- |
|                              | Sembrado de bezantes, es decir de discos de metal sobre un campo de color. En el caso inverso se dice Tortillado. Ejemplo 1De azur Bezanteado de oro |
|                              | Campo sembrado de billetes, es decir de pequeños rectángulos verticales. Ejemplo 1De azur billetado de oro, al león coronado de lo mismo armado y lampasado de gules, que es el Franco Condado. Ejemplo 2De argén billetado de azur, al león de gules armado y lampasado, cola bifurcada, que es el Escudo de armas de la ciudad belga de Leuze-en-Hainaut.                        |
|                              | Sembrado de pequeños castillos fuertemente estilizados, simplificados en pequeñas torres. EjemploDe gules Castillado de oro, mamposteado y clarado de sable. |
|                              | Puede significar: Sembrado de flores de lis. Su uso reserva el término a los muebles que tienen flores de lis como las cruces. Ejemplo 1De azur sembrado de flores de lis de oro. De azur Flordelisado de oro. Que corresponde al sembrado de Francia Ejemplo 2De azur Flordelisado de oro. Escudo de armas de los reyes de Francia, utilizado oficialmente desde 1211 hasta 1376. |
|                              | Goteado, gouttée (en francés)sembrado de gotas. De plata goteada de gules. EjemploEn plata Goteado de sangre (gules) |
| Frete                        | Motivo en forma de rejilla, generalmente formado por seis cotizas entrelazados (seis fretes), mitad en el sentido de la banda, mitad en el sentido de la barra (diseñando una greca en el centro). En el sentido palo-faja, se habla de grecado. - Frete Ejemplo 1Fretado / Fretté (en francés) / Fretty (en inglés) Ejemplo 2En fondo de plata, fretado de gules                  |
|                              | Papelonado / Papelonné (en francés) / Papelonny (en inglés), es un sembrado de dentellados en forma de escamas o de semi-círculos, bordeados de un esmalte diferente. Se enuncia primero el fondo, después la bordura. Ejemplo 1De gules papelonado de plata, que es de Ronquerolles (Valle del Oise)".                                                                            |
|                              | Campo compuesto de plumas (raro). Plumado de plata a un palo de armiños que es de Bregenz. - Ejemplo 1 y 2: Plumado de plata a un palo de armiño. - Ejemplo 3: Plumado de oro y sable. Describe una figura esparcida de motas que tienen la forma de un ramo de plumas.. |
| De oro Tortillado de sinople | Sembrado de tortillos, es decir de discos de color sobre un campo de metal. En el caso inverso corresponde a un Bezanteado. EjemploDe oro Tortillado de sinople |

### Adoquinado/Pavimentado
| | Adoquinado o Pavimentado / Pavage (en francés). |
| Un adoquinado se realiza cuando la repetición cubre el campo entero, el campo mismo ya no es visible; o se puede concebir como que es el conjunto de muebles repetidos el que constituye el campo. Se pueden presentar muchos casos: 1. El mismo mueble se repite utilizando alternativamente dos colores diferentes, a veces pies contra cabeza si la forma lo necesita. Los adoquinados están constituidos de figuras fijadas repartidas como el ajedrezado, el losanjado, etcétera, que son ejemplos de adoquinado de muebles geométricos simples. No hay un número genérico previsto para blasonar un adoquinado original como el de lagartos de Maurits Cornelis Escher. 2. El mismo mueble se repite en el mismo color, y así se necesita un borde separador de un color deferente. Es el caso del "mazonados" o del "papelonado". El mueble se convierte en el campo, y el borde caracteriza el adoquinado: de <color> mazonado (o papelonado) de <color>. Los adoquinados, siendo más bien una yuxtaposición de formas y no de superposiciones, se consideran más bien como particiones y en este sentido no siguen la regla de contrariedad de los esmaltes. Más raramente dos muebles diferentes de formas complementarias y de colores diferentes forman el adoquinado. Ejemplos: círculo (bezante o acangrejado) y forma en "as de diamante". En este caso se considera que una forma constituye el campo y que el otro está sembrado "ensamblado", pero se trata de un sembrado y se considera como tal. - Ejemplo: Adoquinado "Lagartado" (Lezardé (en francés)) de oro, de gules y de sinople |                                                 |

No existe un nombre genérico que pretenda adornar un adoquinado original como el de los lagartos de Maurits Cornelis Escher.

### Adoquinado
Los motivos repetitivos de tipo adoquinado son definidos caso por caso (grecado, papelonado, mazonado...).

## Piezas longilíneas compuestas
La repetición del motivo puede no comprender más que una tira, en el caso de las piezas longilíneas (bandas, borduras, fajas, etc.). Los dos principales motivos de este tipo son el dentado y el componado.
| | Componado |
| Componado / Componé (en francés): Pieza longilínea (principalmente bordura, pero también cruces, etc.) dividida en cuadrilateros (compones) iguales de esmaltes alternados. "De azur sembrado de flores de lis de oro, a la bordura componada de plata y de gules, que es de Borgoña (moderno). Numerosos blasones de provincias y ciudades españolas portan una bordura componada de Castilla (gules a un castillo de oro) y de León (plata a un león de gules): Córdoba, Jaén, Melilla, Murcia, etcétera. - Ejemplo: De azur sembrado de flores de lis de oro, a la bordura componada de plata y de gules |           |

| | Dentado |
| Dentado / Endenté (en francés): Cubierto de triángulos alternados de esmaltes diferentes, en dientes de sierra - Ejemplo:De azur a tres flores de lis de oro, a la bordura dentada de gules y de oro, que es del Ducado de Ferrara. |         |

## Fondos adoquinados específicos
| Figura | Blasonamiento y comentarios |
| ------ | --- |
|        | Campo alterno resultante de la superposición del palado y del fajado, en principio de seis tiras verticales (contrariamente al equipolado que no tiene más que dos trazos verticales y horizontales). - Un mueble puede estar ajedrezado: "de azur a un águila ajedrezada de plata y de gules, que es la Moravia". - El ajedrezado puede seguir la bordura del creciente, como en aquella que carga el águila de Eslovenia. |
|        | Escudo sembrado de fusos de esmaltes alternados. - Fuselado de plata y de gules, que es de Escudo de Mónaco. - Se pueden encontrar escudos fuselados en banda o en barra. Ejemplo: Escudo de Baviera: Fuselado en banda de azur y de argén (plata). |
|        | Adoquinado de losanjados unidos. - "Losanjado de oro y de gules, que es de Angoumois." |
|        | Adoquinado de Triángulos contiguos. - Triangulado de argén y sínople. Escudo de armas de Ehrwald, Austria |

### Vero potenzado y otros fajados

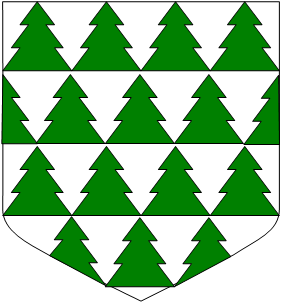
Verado en copa de abeto de plata y de sinople
Vero.
Campanilla de Vero.

El Vero, y su familia, puede también ser visto como un fajado palidecido, es decir un fajado en el que cada pieza -que forma una tira- está re-dividido, en el sentido horizontal, por una línea de partición palidecida.
El vero puede estar descrito como "de plata sembrado ensamblado de campanas de vero de azur" (ver forros, porque la figura sembrada es en principio la campana (no el bote). Se puede igualmente describir como "de azur sembrado ensamblado de campanillas de vero de plata". El fuselado es un "sembrado ensamblado de fusos", y el ajedrezado es un "sembrado ensamblado de cuadrados".
Cuando la orientación no es a plomo, las piezas y las tiras se vuelcan al mismo tiempo. El motivo se dice "en banda" o "en barra", de acuerdo a como estén acomodados los motivos, sea en banda o sea en barra, lo que implica que las tiras estén orientadas en otro sentido: en el fuselado en banda, los fusos están puestos en banda pero cada fila diseña una barra.
La línea de partición del verado no está necesariamente palidecida, y no importa que figura de partición presentando la misma simetría en zig-zag permite una construcción similar al verado (con un efecto más o menos exitoso). Así, el verado potenzado es una separación potenzada (o piñonado), y pueden imaginarse otras figuras. "Verado en copa de abeto de plata y de sinople".
- El caso límite de un verado encajado se describe más claramente como un sembrado ensamblado de triángulos.
- El vero "a la antigua" corresponde a una separación ondulada, pero no se blasona. Esta figura viene probablemente de una representación del vero, más rápida para trazar en las armerías copiadas a mano.